# Zawód zakazany u Romów
Zawód zakazany (także: zawód kalający, zawód brudzący) – zawód sprzeczny z zasadami życia, w jakich funkcjonują Romowie (Romanipen) i nie wykonywany przez tę narodowość, ewentualnie wykonywany w ograniczonym zakresie.
Podstawową kategorią, na podstawie której klasyfikuje się zawód jako kalający lub niekalający, jest czystość (žuže, lačhe Roma – czyści / meľale, degeši – nieczyści), bardzo istotna dla Romów. Nie mogą oni wykonywać takich prac, które narażają ich na złamanie normy czystości – tzn. na skalanie (mageripen). Przyczyną wytworzenia się takich norm było dawne życie wędrowne w taborach. Przodkowie Romów opuścili Indie w wyniku wojen VIII–X wieku pomiędzy muzułmańskimi najeźdźcami a Radźputami. Zależnie od hipotezy Romowie sami stanowili wojsko najemne albo jego obsługę techniczną (zaopatrzenie, rozrywka, usługi rzemieślnicze), która podążała za armiami, a w późniejszym okresie zaczęła migrację na zachód. Aby zachować życie i zdrowie, należało ściśle rozdzielić czynności „brudne” od „czystych”. Zapewniało to higienę i unikanie chorób, co przekładało się wprost na przetrwanie. Podział ten dotyczył również sfery moralności i zachowań. Definiował przyzwoitość, narzucał formę ubioru, a także sposoby kontaktów między płciami. Zapewniał trwałość związków i rodzin, ochronę własnej grupy, jak również cementował lojalność wewnętrzną jako remedium na zagrożenia zewnętrzne. 
Ważną cechą predestynującą zawód do określenia jako zaniechany była też konieczność wykonywania go w sposób ciągły w jednym miejscu (związane z rolnictwem, spora część zawodów rzemieślniczych), bo kłóciłyby się z kulturowym zakazem osiedlania społeczności. Po zaniechaniu przez większość Romów życia taborowego normy nie wygasły i nadal obowiązują.
Zawody kalające dzieli się na dwie grupy:

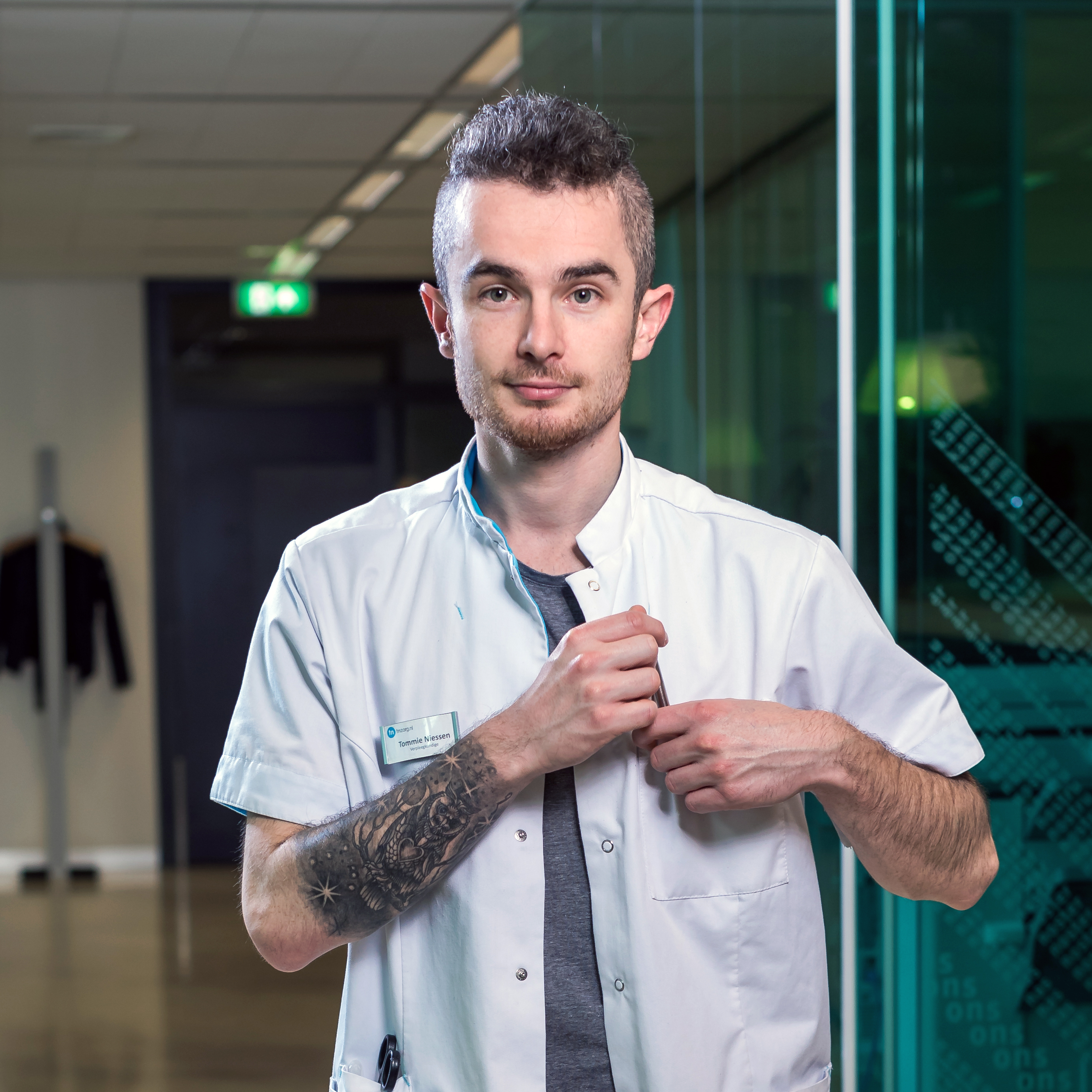
Pielęgniarz: jeden z zawodów zakazanych dla Romów

- prace, których wykonywanie oznacza współpracę z aparatem państwowym oraz wymiarem sprawiedliwości (policją, strażami gminnymi, sądownictwem czy systemem penitencjarnym) – naruszają one normę lojalności, ponieważ mogłoby dojść do sytuacji donoszenia na Romów przed nieromskim organem lub karania jednych Romów przez innych w imieniu państwa,
- prace, w których ma się kontakt z brudem, nieczystościami, przede wszystkim zaś z nieczystościami ciała lub zwłokami (np. palacz[3], grabarz, hydraulik, śmieciarz, zamiatacz, sprzątacz, konserwator zieleni, lekarz, pielęgniarka, położna, salowa, higienistka, stomatolog) – osoba wykonująca taki zawód wykluczana jest z reguły ze społeczności romskiej[1][4].

Praca związana ze sprzątaniem jest nieakceptowalna zwłaszcza dla mężczyzn. W domu romskim za wynoszenie odpadków, sprzątanie i czystość odpowiadają kobiety i mogą one ewentualnie wykonywać także pracę poza domem, jednak respektując różne ograniczenia.
Pozostałe zawody mogą być wykonywane przez Romów, pod warunkiem nienaruszania norm czystości i lojalności. Dodatkowo Romowie nie powinni pracować w nocy, a na delegacje i inne wyjazdy nie powinni jeździć w pojedynkę. Oprócz tego kobiety nie powinny pracować w ciąży, a także w miejscach, gdzie przebywają mężczyźni (np. w barach alkoholowych).
Na granicy akceptacji znajdują się zawody nie kolidujące z zasadami grupowymi, jednak niezbyt cenione przez Romów – fryzjerstwo, kosmetyka, manicure czy inne wymagające bezpośredniego kontaktu cielesnego z nie-Romami. Kobiety pracujące w tych gałęziach powinny mieć kontakt wyłącznie z kobietami. Romki pracujące jako sprzątaczki nie powinny myć toalet (często wymieniają się na te zadania z innymi kobietami), jak również nie mogą sprzątać w szpitalach, prosektoriach czy lecznicach. Kobieta może być krawcową wyłącznie dla kobiet, a mężczyzna tylko krawcem męskim. Zakazana jest praca modelki, chyba że jest to modelka strojów romskich.
Część Romów przełamuje tabu kulturowe i pracuje w zawodach zakazanych, różna jest też siła oddziaływania grup (np. Bergitka Roma ma znacznie liberalniejszy stosunek do norm). Łamanie tabu przez pracodawcę na siłę wywołuje jednak niejednokrotnie silny stres i osłabienie motywacji u zatrudnionego Roma.
Jako najbardziej pożądane zawody wykonywane przez Romów wskazywane są m.in. handel (zwłaszcza samochodami), muzyka i dziedziny artystyczne, rękodzieło tradycyjne, kotlarstwo, kowalstwo, hodowla koni, wróżenie i zielarstwo. Pożądana jest również praca w gastronomii (kuchnia prowadzona przez Romkę jest z reguły bardzo czysta i zadbana) oraz edukacji. W perspektywie historycznej umiejętność oszukania nie-Romów (tzw. gadziów), zwłaszcza przedstawicieli służb represyjnych, była wysoko ceniona. Przywódcy lowarscy do czasów obecnych otwarcie przyznają, że m.in. tzw. čórovat (kradzieże kieszonkowe, włamania i inne, podobne), należą do działań, które wpływają na wzrost prestiżu kobiet w społeczności.